# Lokalisator
Een lokalisator is een vertaler die onder andere softwareprogramma's, websites en videogames vertaalt. Zijn taak gaat wel verder dan een gewone vertaler. Een lokalisator moet ook onder andere beelden en kleurgebruik aanpassen aan de doelcultuur van het publiek.

## Opleiding
Er bestaat vooralsnog geen specifieke opleiding tot lokalisator. De meeste lokalisators zijn dan ook vertalers  of copywriters. Vanaf het academiejaar 2016-2017 organiseert de Universiteit Gent en meer bepaald de vakgroep vertalen, tolken en communicatie het postgraduaat Computer-Assisted Language Mediation (CALM). Daarin komt er ook een vak lokalisatie aan bod.

## Beroepspraktijk
Lokaliseren van websites gaat verder dan alleen vertalen. Een lokalisator zorgt er ook voor dat gebruikers uit een andere cultuur de website of videogame vanuit hun voorstelling kunnen gebruiken. Daarbij gaat het niet over een andere opbouw van bijvoorbeeld navigatiebalken, maar meer over kleurgebruik, schrijfrichting, enz. Een lokalisator die bijvoorbeeld een reclametekst van een Nederlands bedrijf in het Arabisch vertaalt, moet er zeker op letten dat het Arabisch van rechts naar links geschreven wordt. Beelden worden ook van links naar rechts gelezen. In het Verenigd Koninkrijk zijn dan weer de maten anders (pond en inch in plaats van kilo en meters). Amerikanen schrijven de data dan weer anders: maand/dag/jaar.
Een taalvariant uit een specifieke regio kan ook voor problemen zorgen. Zo verscheen in 2011 een kookboek de Vlaamse kok van Jeroen Meus op de Nederlandse markt, maar blijkbaar zorgde zijn soms sterk regionaal gekleurde taalgebruik ervoor dat bepaalde recepten onbegrijpelijk waren voor veel Nederlanders.

## Gevolgen van slechte lokalisatie
Een onderneming heeft nood aan een goede lokalisator om zijn producten, diensten en reclameteksten aan te passen aan buitenlandse markten. Als een onderneming dat zelf doet en geen rekening houdt met cultuurspecifieke gegevens en gevoeligheden, dan kan het snel verkeerd gaan. Er kan verwarring ontstaan over het product of het product wordt zelfs een totale flop. Ook zijn door een slechte vertaling van o.a. bepaalde rechtstermen en merknamen al veel onderhandelingen vastgelopen en merken in het buitenland niet van de grond geraakt. Een bekend voorbeeld daarvan is de Ford Pinto, een automodel uit de jaren 70.
De Ford Pinto was in de jaren 70 een populaire auto in de Verenigde Staten en Europa. Ford introduceerde de auto ook op de Zuid-Amerikaanse markt en verwachtte goede verkoopcijfers omdat de naam van het model Spaans klonk. Ford hield echter met twee dingen geen rekening. Ten eerste verbinden Zuid-Amerikanen de naam Pinto niet met het gelijknamige paardenras, zoals oorspronkelijk wel de bedoeling was. Ten tweede had Ford geen rekening gehouden met het Zuid-Amerikaanse talenlandschap. In de meeste landen spreken de inwoners Spaans, maar in Brazilië, een van de grootste beoogde markten, spreken de inwoners Portugees. In het Spaans betekent 'Pinto' gespikkeld, maar in de Braziliaans-Portugese omgangstaal betekent het klein mannelijk geslachtsdeel. Daardoor verkocht de auto in Brazilië zeer slecht. De autoconstructeur veranderde daarop de naam van de auto in Ford Corcel, wat paard betekent in het Portugees.